# 万思谦
萬思謙（1517年—1585年），字益甫，號合溪，江西南昌府南昌縣人，民籍，明朝政治人物。

## 生平
江西鄉試第七十四名舉人，嘉靖二十六年（1547年）丁未科登會試第二百四十一名，第二甲第七十八名進士。都察院觀政，嘉靖二十八年（1549年）任嘉定县知县。擢刑部主事，四十一年十一月改光禄寺寺丞，四十五年二月升四川布政使司右参议，隆慶元年（1567年）八月升浙江按察司副使，三年正月升山西布政司右参政，四年四月升广西按察使，五年正月升本省右布政使，六年七月轉福建左布政使，萬曆三年（1575年）三月升南京太常寺卿，五年二月令致仕。十三年卒。

## 家族
曾祖萬子魁；祖父萬集仁；父萬時律。母饒氏。具庆下。兄思誠。弟思謨、思訓、思讓、思諫。子止義、止修、止伊。